# Флумери
Флумери је насеље у Италији у округу Авелино, региону Кампанија.
Према процени из 2011. у насељу је живело 1354 становника. Насеље се налази на надморској висини од 590 м.

## Становништво
Према резултатима пописа становништва 2011. у општини је живело 3.045 становника.
| 1951. | 1961. | 1971. | 1981. | 1991. | 2001. | 2011. |
| ----- | ----- | ----- | ----- | ----- | ----- | ----- |
| 3.349 | 2.817 | 2.920 | 3.207 | 3.335 | 3.336 | 3.045 |